# M1 (Warszawa Metro)
 For alternative betydninger, se M1. (Se også artikler, som begynder med M1)
M1 er Warszawas første metrolinje. I øjeblikket (pr. 1. oktober 2022) har den 21 stationer og 23 km længde. Den gennemsnitlige rejsetid er ca. 39 minutter. Den forbinder Kabaty station i syd og Młociny station i nord.

## Historie
Byggeriet af M1-linjen begyndte den 15. april 1983 med forberedende arbejde i Ursynów-distriktet. De tekniske og økonomiske forudsætninger fra 1975 blev anvendt ved konstruktionen. Ifølge disse skulle strækningen have 23 stationer, og det hele skulle være færdigt i 1994. I 1989 blev opførelsen af to stationer, Plac Konstytucji og Muranów, opgivet på grund af de stadigt stigende investeringsomkostninger. Den 7. april 1995 blev de første 11 stationer åbnet: Kabaty, Natolin, Imielin, Stokłosy, Ursynów, Służew, Wilanowska, Wierzbno, Racławicka, Pole Mokotowskie og Politechnika. Følgende udvidelser fandt sted i de følgende år:
- 6. maj 1998 (Centrum),
- 11. maj 2001 (Świętokrzyska, Ratusz Arsenał)
- 20. december 2003 (Dworzec Gdański)
- 8. april 2005 (Plac Wilsona)
- 29. december 2006 (Marymont)
- 23. april 2008 (Słodowiec
- 25. oktober 2008 (Stare Bielany, Wawrzyszew, Młociny).

## Fremtidige planer
I november 2005 blev det planlagt, at to tidligere oversete stationer - Plac Konstytucji og Muranów - ville blive bygget inden 2020. I oktober 2014 blev det imidlertid meddelt, at det var usandsynligt, at stationen ville blive bygget. Alligevel blev en kontrakt om deres design og opførelse underskrevet i juli 2019. På daværende tidspunkt forventedes de at blive bygget i 2023-26. En forlængelse af linjen i følgende retninger er under overvejelse: mod nord (til byen Łomianki), mod vest (til boligområdet Chomiczówka) eller mod øst, til bydelen Białołęka.

## Rullende materiel
M1-linjen anvender alle de vogne, der i øjeblikket ejes af Metro Warszawa. De ældste togsæt er sovjetisk fremstillede tog fra Wagonmash-serien fra 1990. Desuden kører der stadig spansk-polsk producerede Alstom Metropolis-vogne fra 2001, Wagonmasz-vogne fra 2007 og Siemens Inspiro-tog fra 2012 på M1.